# Machu Picchu
Huayna Picchu Picchu ou Machu Picchu (em quíchua Machu Picchu, "velha montanha"), também chamada "cidade perdida dos Incas", é uma cidadela Inca, da Era pré-colombiana, bem conservada, localizada no topo de uma montanha, a 2 400 metros de altitude, no vale do rio Urubamba, atual Peru.
Foi construída como no início do século XV, por volta de 1420, sob as ordens de Pachacuti. O local é, provavelmente, o símbolo mais típico do Império Inca, quer devido à sua original localização e características geológicas, quer devido à sua descoberta tardia em 1911. Apenas cerca de 30% da cidade é de construção original, o restante foi reconstruído. As áreas reconstruídas são facilmente reconhecidas, pelo encaixe entre as pedras. A construção original é formada por pedras maiores, e com encaixes com pouco espaço entre as rochas.
Consta de duas grandes áreas: a agrícola formada principalmente por terraços e recintos de armazenagem de alimentos; e a urbana, na qual se destaca a zona sagrada com templos, praças e mausoléus reais. A disposição dos prédios, a excelência do trabalho e o grande número de terraços para agricultura são impressionantes, destacando a grande capacidade daquela sociedade. No meio das montanhas, os templos, casas e cemitérios estão distribuídos de maneira organizada, abrindo ruas e aproveitando o espaço com escadarias. Segundo a história inca, tudo planejado para a passagem do deus sol.
O lugar foi elevado à categoria de Patrimônio mundial da UNESCO, tendo sido alvo de preocupações devido à interação com o turismo por ser um dos pontos históricos mais visitados do Peru. A organização suíça New Open World Corporation (NOWC) em votação mundial gratuita pela internet e ligações telefônicas (mais de 100 milhões de votos pelo mundo) e com análise de arquitetos e arqueólogos classificou Machu Picchu como umas das sete maravilhas do mundo moderno. Há diversas teorias sobre a função de Machu Picchu, e a mais aceita afirma que foi um assentamento construído com o objetivo de supervisionar a economia das regiões conquistadas e com o propósito secreto de refugiar o soberano Inca e seu séquito mais próximo, no caso de ataque.

## História

### Descoberta de Machu Picchu
O conquistador espanhol Baltasar de Ocampo teve notas de uma visita durante o final do século XVI a uma fortaleza de montanha chamada Pitcos com edifícios muito sumptuosos e majestosos, erguidos com grande habilidade e arte, todos os lintéis das portas, assim como o principal como os vulgares, sendo de mármore, elaboradamente esculpido. Por conseguinte, podemos considerá-lo o primeiro descobridor de fora da região.

### Machu Picchu no século XIX
Em 1865, no curso de suas viagens de exploração pelo Peru, o naturalista italiano Antonio Raimondi passou ao pé das ruínas sem sabê-lo e menciona o quão escassamente povoada era a região na época. Porém, tudo indica que foi por esses anos que a região começou a receber visitas por interesses distintos dos meramente científicos.
De fato, uma investigação ainda em curso e divulgada em 2008 pelo diário espanhol ABC, realizada pelo historiador e explorador Paolo Greer  revela que o empresário alemão Augusto Berns não só havia "descoberto" as ruínas em 1867, quarenta anos antes da data conhecida, mas também havia fundado uma empresa mineradora para explorar os "tesouros" que abrigava (a "Compañía Anónima Explotadora de las Huacas del Inca"). Ainda de acordo com Paolo Greer, entre 1867 e 1870 e com a aprovação do governo Peruano de José Balta, que cobrava 10% dos lucros, esta companhia havia operado na zona e vendido "tudo o que encontrara" a colecionadores europeus e norte-americanos.
Conectados ou não com esta suposta empresa (cuja existência espera ser confirmada por outras fontes e autores) o certo é que nesta época que os mapas de prospecções mineiras começam a mencionar Machu Picchu. Assim, em 1870, o norte-americano Harry Singer coloca pela primeira vez em um mapa a localização do Cerro Machu Picchu e se refere ao Huayna Picchu como "Punta Huaca del Inca". O nome revela uma inédita relação entre os incas e a montanha e inclusive sugere um caráter religioso (uma huaca nos Andes antigos era um lugar sagrado).
Um segundo mapa, de 1874, elaborado pelo alemão Herman Gohring, menciona e localiza em seu local exato ambas as montanhas.
Por fim, em 1880 o explorador francês Charles Wiener confirma a existência de restos arqueológicos no lugar (afirma que "há ruínas na Machu Picchu"), embora não possa chegar ao local. Em qualquer caso está claro o conhecimento prévio da suposta "cidade perdida" não havia sido esquecido, como se acreditava até há alguns anos.

### Redescobrimento

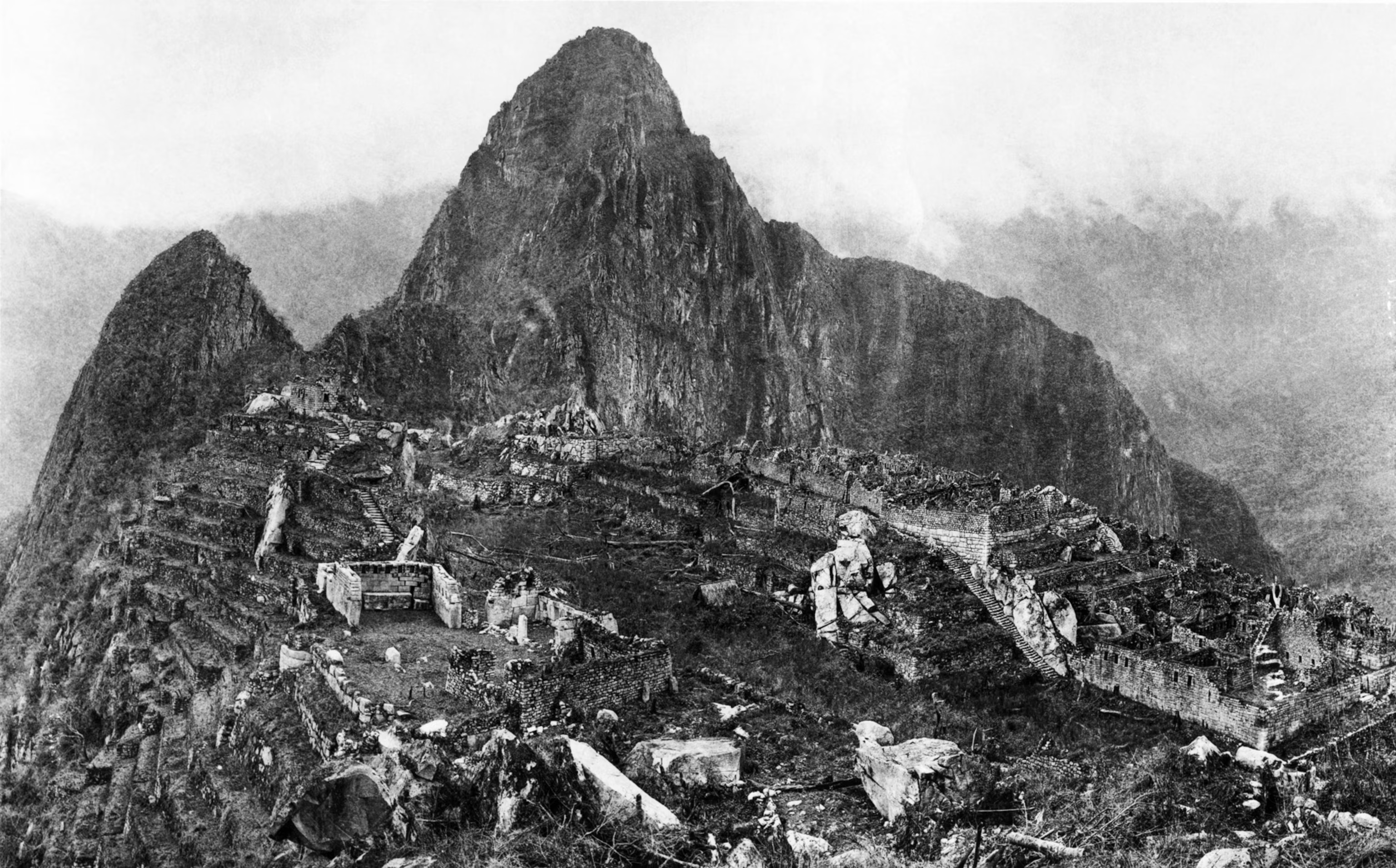
Vista da cidadela de Machu Picchu em 1912.

Foi o professor norte-americano Hiram Bingham quem, à frente de uma expedição da Universidade de Yale, redescobriu e apresentou ao mundo Machu Picchu em 24 de julho de 1911. Este antropólogo, historiador ou simplesmente, explorador aficionado da arqueologia, realizou uma investigação da zona depois de haver iniciado os estudos arqueológicos. Bingham criou o nome de "a Cidade Perdida dos Incas" através de seu primeiro livro, Lost City of the Incas. Porém, naquela época, a meta de Bingham era outra: encontrar a legendária capital dos descendentes dos Incas, Vilcabamba, tida como baluarte da resistência contra os invasores espanhóis, entre 1536 e 1572. Ao penetrar pelo cânion do Urubamba, Bingham, no desolado sítio de Mandorbamba, recebeu do camponês Melchor Arteaga o relato que no alto de cerro Machu Picchu existiam abundantes ruínas. Alcançá-las significava subir por uma empinada ladeira coberta de vegetação.
Quando Bingham chegou à cidade pela primeira vez, obviamente encontrou a cidade tomada por vegetação nativa e árvore. E também era infestada de víboras.
Embora céptico, conhecedor dos muitos mitos que existem sobre as cidades perdidas, Bingham insistiu em ser guiado ao lugar. Chegando ao cume, um dos meninos das duas famílias de pastores que residiam no local o conduziu aonde, efetivamente, apareciam imponentes construções arqueológicas cobertas pelo manto verde da vegetação tropical e, em evidente estado de abandono há muitos séculos. Enquanto inspecionava as ruínas, Bingham, assombrado, anotou em seu diário:
Acreditará alguém no que encontrei?Original (em inglês): Would anyone believe what I have found?— Hiram Bingham (em inglês)
Depois desta expedição, Bingham voltou ao lugar em 1912 e, nos anos seguintes (1914 e 1915), diversos exploradores levantaram mapas e exploraram detalhadamente o local e os arredores.
Suas escavações, não muito ortodoxas, em diversos lugares de Machu Picchu, permitiram-lhe reunir 555 vasos, aproximadamente 220 objetos de bronze, cobre, prata e de pedra, entre outros materiais. A cerâmica mostra expressões da arte inca e o mesmo deve dizer-se das peças de metal: braceletes, brincos e prendedores decorados, além de facas e machados. Ainda que não tenham sido encontrados objetos de ouro, o material identificado por Bingham era suficiente para inferir que Machu Picchu remonta aos tempos de esplendor inca, algo que já evidenciava seu estilo arquitetônico.
Bingham reconheceu também outros importantes grupos arqueológicos nas imediações: Sayacmarca, Phuyupatamarca, a fortaleza de Vitcos e importantes trechos de caminhos (Caminho Inca), todos eles interessantes exemplos da arquitetura desse império. Tanto os restos encontrados como as evidências arquitetônicas levam os investigadores a crer que a cidade de Machu Picchu terminou de ser construída entre fim do século XV e início do século XVI.
A expedição de Bingham, patrocinada não somente pela Universidade de Yale como também pela National Geographic Society, foi registrada em uma edição especial da revista, publicada em 1913, contendo um total de 186 páginas, que incluía centenas de fotografias.

Panorama de Machu Picchu em meio às cadeias de montanhas peruanas.

## Geografia

### Localização

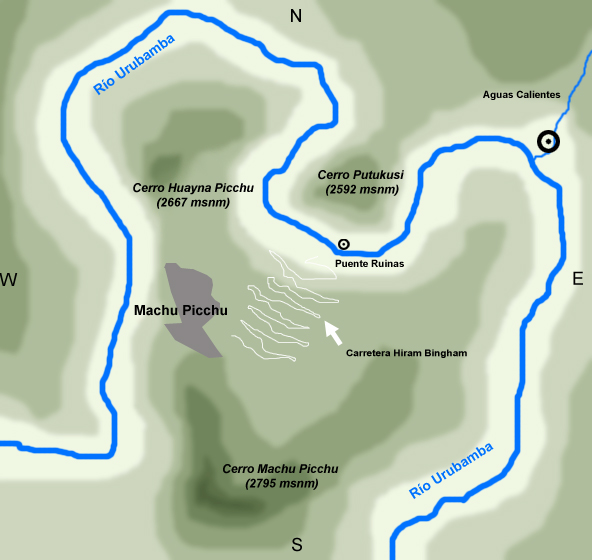
Localização das ruínas de Machu Picchu, no Canhão) do Urubamba. Observe-se a curva que o rio descrevem em torno das montañas Machu Picchu e Huayna Picchu.

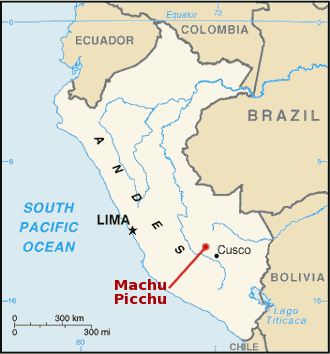
Mapa da localização de Macchu Picchu.

Machu Picchu se encontra a 13º 9' 47" de latitude sul e 72º 32' 44" de longitude oeste. Faz parte do distrito de mesmo nome, na província de Urubamba, no Departamento de Cusco, no Peru. A cidade importante mais próxima é Cusco, atual capital regional e antiga capital dos incas, a 130 quilômetros dali.
A 2 400 metros de altitude, Machu Picchu está situada no alto de uma montanha, cercada por outras montanhas e circundada pelo rio Urubamba, o que lhe proporciona uma atmosfera única de segurança e beleza. O santuário foi intencionalmente construído em um local onde falhas tectônicas se encontram.
As montanhas Machu Picchu e Huayna Picchu são parte de uma grande formação orográfica conhecida como Batolito de Vilcabamba, na Cordilheira Central dos Andes peruanos. Encontram-se na margem esquerda do chamado Canyon do Urubamba, conhecido antigamente como Quebrada de Picchu. Ao pé dos montes e praticamente rodeando-os, corre o rio Urubamba (Vilcanota). As ruínas incas encontram-se a meio caminho entre os picos das duas montanhas, a 450 metros acima do nível do vale e a 2 438 metros acima do nível do mar. A superfície edificada tem aproximadamente 530 metros de comprimento por 200 de largura e contém 172 edifícios em sua área urbana.
As ruínas, propriamente ditas, estão dentro de um território do Sistema Nacional de Áreas Naturais Protegidas pelo Estado (SINANPE), chamado Santuário Histórico de Machu Picchu, que se estende sobre uma superfície de 32 592 hectares, (80 535 acres ou 325,92 km²) da bacia do rio Vilcanota-Urubamba (o Willka mayu ou "rio sagrado" dos incas). O Santuário Histórico protege uma série de espécies biológicas em perigo de extinção e vários estabelecimentos incas, entre os quais Machu Picchu é considerado o principal.

## Turismo
Machu Picchu recebe turistas do mundo todo. A infraestrutura completa para o turista está nas cidades vizinhas de Águas Calientes e Cusco.

### Formas de acesso
- A partir da cidade de Cusco a viagem de trem leva três a quatro horas, até chegar ao povoado de Águas Calientes. Neste local há microônibus frequentes, que levam cerca de 30 minutos para chegar a Machu Picchu, pela rodovia Hiram Bingham (que sobe a encosta do cerro Machu Picchu desde a estação ferroviária "Puente Ruinas", localizada no fundo do cânion. A mencionada rodovia, porém, não está integrada na rede nacional de rodovias do Peru. Nasce no povoado de Águas Calientes, que por sua vez só é acessível por ferrovia (3 a 4 horas desde Cusco). A ausência de uma rodovia direta a Machu Picchu é intencional e permite controlar o fluxo de visitantes à região, por ser uma reserva nacional. Isso, porém, não impediu o crescimento desordenado (criticado pelas autoridades culturais) de Águas Calientes, que vive do turismo e para o turismo, pois há hotéis e restaurantes de diferentes categorias no local.
- Seguindo o Caminho Inca em uma caminhada de quatro dias e chegar a Machu Picchu pela "porta do Sol". Para isso é necessário tomar o trem até ao km 82 da ferrovia Cusco-Águas Calientes, de onde parte o caminho a pé.[17] Pode-se realizar a trilha completa, caminhando os 45 km em quatro dias com pernoita nos acampamentos com infraestrutura, ou fazer a trilha curta, que pode ser realizada de duas maneiras: em dois dias, com pernoite no alojamento próximo às ruínas de Wina Wayna, chegando à Porta do Sol pela manhã ou caminhar os 12 km num único dia, chegando em Machu Picchu no final da tarde.
- A partir da cidade de Cusco, fazer o passeio do Vale Sagrado dos Incas até Ollantaytambo e aí tomar o trem até Aguas Calientes e daí em microônibus.
- Por motivos de preservação ambiental, para proteger a fauna local (ursos, veados, aves), não são mais permitidos voos de helicóptero na cidade sagrada desde 2010 (ordenanza Nº 069-2010).

## Divisões
A área edificada em Machu Picchu é de 530 metros de comprimento por 200 de largura e inclui ao menos 172 recintos. O complexo está claramente dividido em duas grandes zonas: a zona agrícola, formada por conjuntos de terraços de cultivo, que se encontra ao sul; e a zona urbana, que é aquela onde viveram seus ocupantes e onde se desenvolviam as principais atividades civis e religiosas. As duas zonas estão separadas por um muro, um fosso e uma escadaria, elementos que correm paralelos pela face leste da montanha.

### Zona agrícola
Os terraços de cultivo de Machu Picchu aparecem como grandes escadarias construídas sobre a ladeira. São estruturas formadas por um muro de pedra e preenchidas com diferentes capas de material (pedras grandes, pedras menores, cascalho, argila e terra de cultivo) que facilitam a drenagem, evitando que a água crie poças (leve-se em conta a grande pluviosidade da região) e desmorone sua estrutura. Este tipo de construção permitiu que se cultivasse neles até a primeira década do século XX. Outros terraços de menor largura se encontram na parte baixa de Machu Picchu, ao redor de toda a cidade. Sua função não era agrícola, mas sim servir como muros de contenção.
Cinco grandes construções localizam-se sobre os terraços ao leste do caminho inca que chega a Machu Picchu pelo sul. Foram utilizados como armazéns. A oeste do caminho encontram-se outros dois grandes conjuntos de terraços: alguns concêntricos de corte semicircular e outros retos.

### Zona urbana
Um muro de cerca de 400 metros de comprimento divide a cidade da área agrícola. Paralelo ao muro corre um fosso usado como principal drenagem da cidade. No alto do muro está a porta de Machu Picchu que contava com um mecanismo de fechamento interno.
A zona urbana foi dividida pelos arqueólogos atuais em grupos de edifícios denominados por números entre 1 e 18. Ainda está em vigência o esquema proposto por Chavez Ballón em 1961 que divide a zona urbana em “setor hanan” (alto) e “setor hurin” (baixo) conforme a tradicional bipartição da sociedade e da hierarquia andina. O eixo físico dessa divisão é uma praça comprida, construída sobre terraços em diferentes níveis, de acordo com o declive da montanha.
O segundo eixo da cidade em importância forma uma cruz com o anterior, atravessando praticamente toda a largura das ruínas de leste a oeste. Consiste em dois elementos: uma larga e comprida escadaria que faz a vez de “rua principal” e um conjunto de elaboradas fontes de água que corre paralelo a ela.
Na intersecção dos dois eixos estão localizadas a residência do inca, o templo observatório do torreão e a primeira e mais importante das fontes de água.

#### Setor Hanan
Conjunto 1
O conjunto 1 inclui estruturas relacionas à atenção aos que chegavam à cidade pela porta (uma "área vestibular"), estábulos para camelídeos, oficinas, cozinhas e habitações. Ao lado leste do caminho, em uma sucessão de ruas paralelas que correm pela encosta da montanha. A construção mais importante, o edifício vestibular, possuía dois pisos e vários acessos. Do lado esquerdo do caminho de entrada havia habitações menores que estariam relacionadas ao trabalho nas canteiras, situadas nas imediações desse setor. 
Templo do Sol

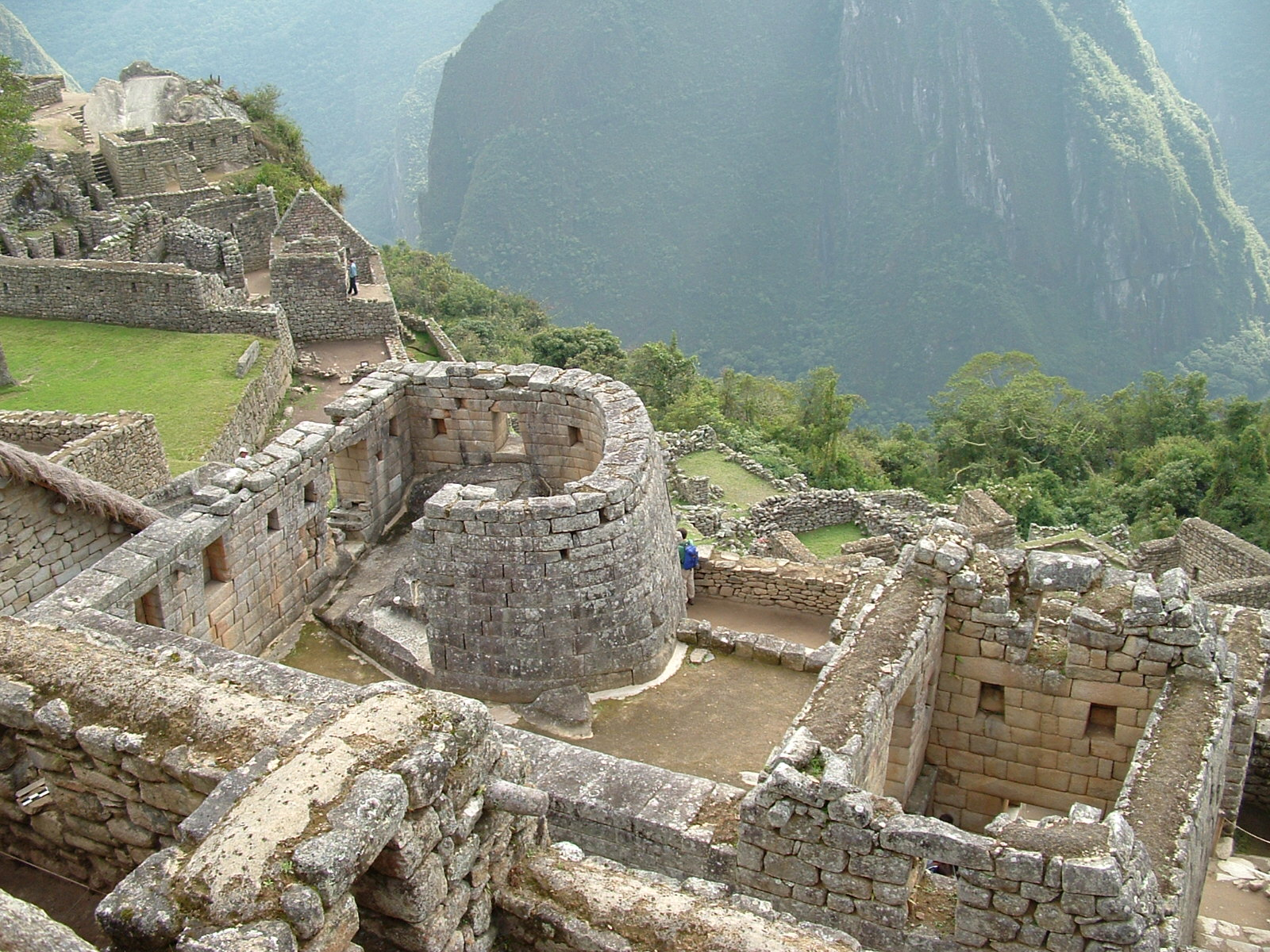
O recinto curvo do Templo do Sol ou Torreón.

O Templo do Sol é acessível por uma porta dupla, que permanecia fechada (há restos de um mecanismo de segurança). A edificação principal é conhecida como "Torreón", de blocos finamente lavrados. Foi usado para cerimônias relacionadas com o solstício de verão. Uma de suas janelas mostra sinais de ornamentos incrustados que foram arrancados em algum momento da história de Machu Picchu, destruindo parte de sua estrutura. Mostra também sinais de um grande incêndio no lugar. O Torreón está construído sobre uma grande rocha sob a qual há uma pequena cova que foi forrada completamente com argamassa fina. Supõe-se que foi um mausoléu e que em seu interior haveria múmias. Lumbreras também especula que há indícios para afirmar que pode ser o mausoléu de Pachacutec e que sua múmia esteve ali até pouco depois da chegada dos espanhóis em Cusco.
Residência Real
Das construções destinadas a residência real, esta é a mais fina, maior e melhor distribuída. Sua porta de acesso está frente à primeira fonte da cidade e, atravessando a rua formada por uma grande escadaria, ao Templo do Sol. Inclui duas peças de grandes monólitos de pedra bem talhada. Uma dessa peças tem acesso a um quarto de serviço com canal de deságue. O conjunto inclui um curral para lhamas e um terraço privado com vista ao lado leste da cidade.

### Zona sagrada

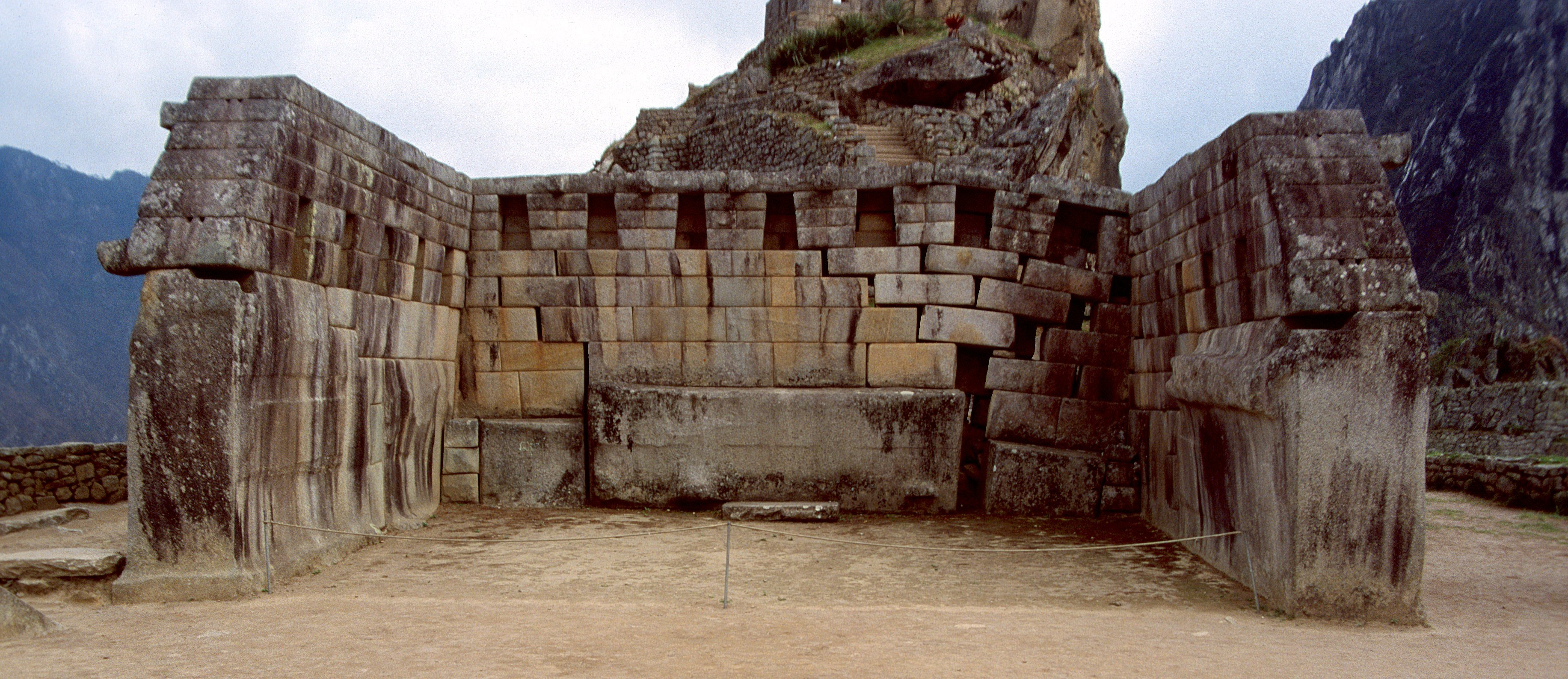
A estrutura conhecida como Templo Principal.

É chamado assim o conjunto de construções dispostas em torno de um pátio quadrado. Todas as evidências indicam que o lugar estava destinado a diferentes rituais. Inclui dois dos melhores edifícios de Machu Picchu, que são formados por rochas trabalhadas de grande tamanho: O Templo das Três Janelas, cujos muros de grandes blocos poligonais foram postos como um quebra-cabeças, e o Templo Principal, de blocos mais regulares, que se crê que foi o principal recinto cerimonial da cidade. Junto com este último está a chamada casa do sacerdote, ou câmara dos ornamentos. Há indícios que sugerem que o conjunto geral não terminou de ser construído.
Intihuatana

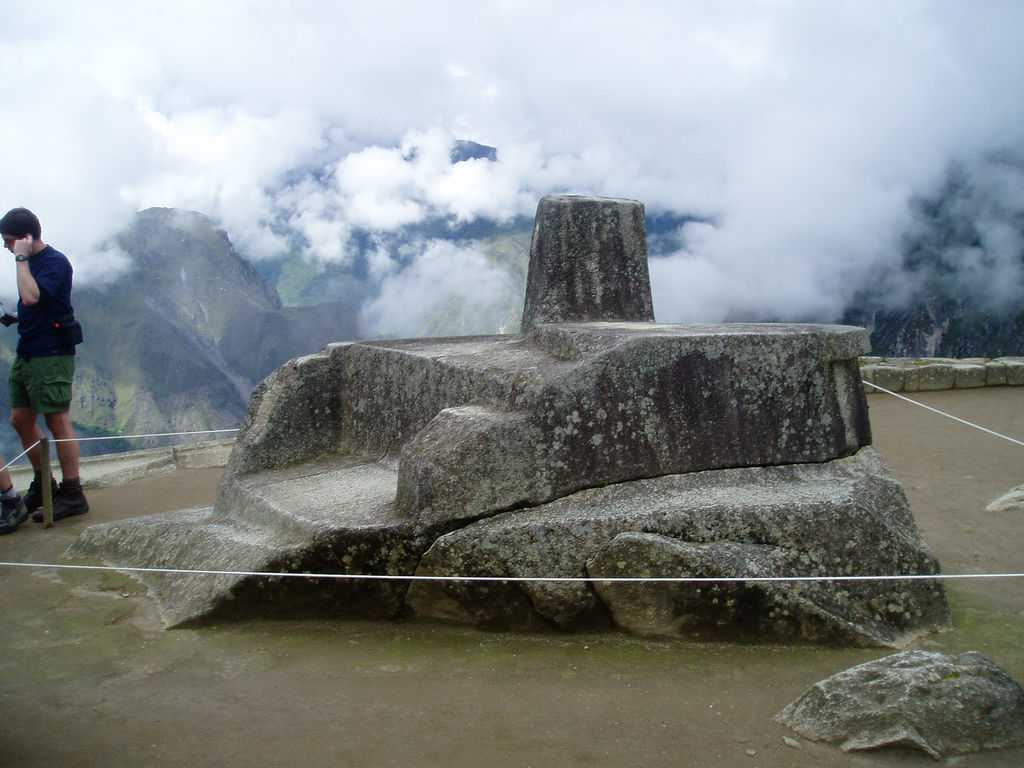
Intihuatana: "calendário" solar.

Trata-se de uma colina cujos lados foram convertidos em terraços, tomando a forma de uma grande pirâmide de base poligonal. Inclui duas largas escadas de acesso, ao norte e ao sul, sendo esta última especialmente interessante por estar em largo trecho talhada em um só rocha. No alto, rodeada de construções da elite, encontra-se a pedra Intihuatana ("onde se amarra o Sol"), um dos objetos mais estudados de Machu Picchu, que foi relacionado com uma série de lugares considerados sagrados a partir do qual se estabelecem claros alinhamentos entre acontecimentos astronômicos e as montanhas circundantes.

#### Setor Urin
Rocha sagrada
Chamam-se assim uma pedra de face plana colocada sobre um amplo pedestal. É uma marcação que indica o extremo norte da cidade e é o ponto de partida do caminho a Huayna Picchu.
Grupo das três portas
É um amplo conjunto arquitetônico dominado por três grandes kanchas dispostas simetricamente e comunicadas entre si. Suas portas, de idêntico formato, dão para a zona central de Machu Picchu. 

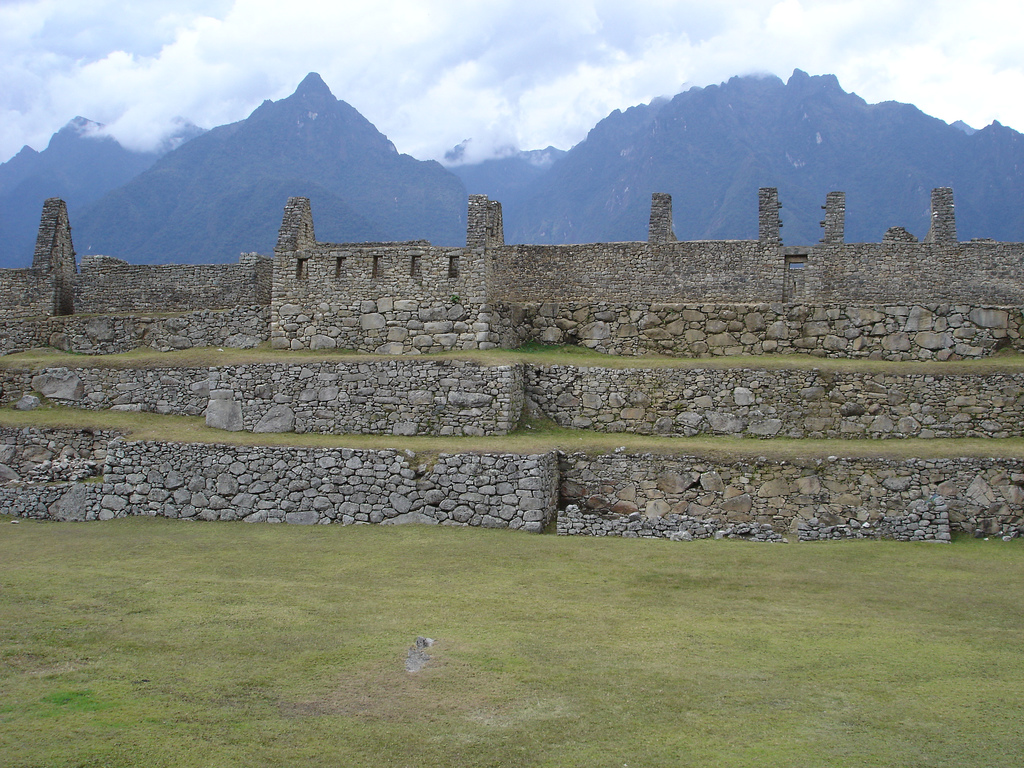
Vista del Conjunto 9 ou das Três Portadas sobre três níveis de terraços frente à praça principal.

## Aspectos construtivos

### Engenharia hidráulica e de solo
Uma cidade de pedra construída no alto de um istmo entre duas montanhas e entre duas falhas geológicas, em uma região submetida a constantes terremotos e, sobretudo a constantes chuvas o ano todo apresenta um desafio para qualquer construtor: evitar que todo o complexo desmorone. Segundo Alfredo Valencia e Keneth Wright "o segredo da longevidade de Machu Picchu é seu sistema de drenagem". O solo das áreas não trabalhadas possui um sistema de drenagem que consiste em capas de pedras trituradas e rochas para evitar o empoçamento da água das chuvas. 129 canais de drenagem se estendem por toda a área urbana, feitos para evitar a erosão, desembocando em sua maior parte no fosso que separa a área urbana da agrícola, que era na verdade o deságue principal da cidade. Calcula-se que 60% do esforço construtivo de Machu Picchu estava em fazer as cimentações sobre terras que já sofreram terraplenagem com cascalho para uma boa drenagem das águas em excesso.

### Orientação das construções
Existem sólidas evidências de que os construtores tiveram em conta critérios astronômicos e rituais para a construção de acordo com estudos de Dearborn, White, Thomson e Reinhard, entre outros. Na verdade, o alinhamento de alguns edifícios importantes coincide com o azimute solar durante os solstícios de maneira constante e com os pontos do nascer-do-sol e pôr-do-sol em determinadas épocas do ano, e com o topo das montanhas circundantes.

### Arquitetura
Material
Morfologia
- Quase todos os edifícios são de planta retangular. Há os de uma, duas e até oito portas, normalmente em apenas um dos lados maiores do retângulo. Existem poucas construções de planta curva e circular.
- São frequentes as construções chamadas huayranas. Estas só possuem três muros. Neste caso no espaço do "muro faltante" aparece uma coluna de pedra para sustentar uma viga de madeira que serve de suporte ao teto. Também existem os chamados masmas, duas huayranas unidas por um muro no meio.

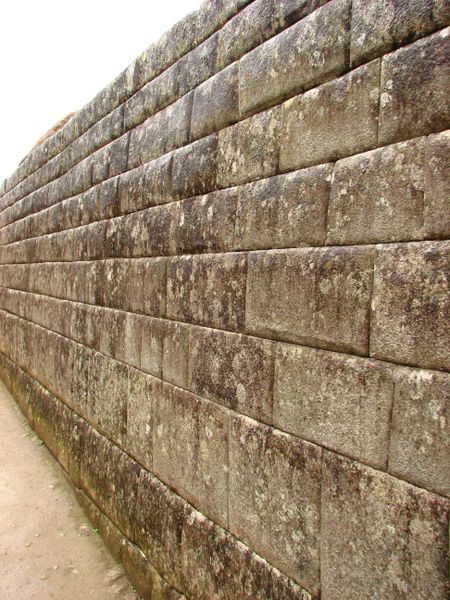
Detalhe de parede

- As construções normalmente seguem o esquema das kanchas, ou seja, quatro construções retangulares dispostas em torno de um pátio central unidos por um eixo de simetria transversal.[26] A este pátio dão todas as portas.

Muros e paredes
Os muros e paredes de pedra eram basicamente de dois tipos:
- De pedra unida com argamassa de barro e outras substâncias. Há evidências de que estas construções, que são maioria em Machu Picchu, estiveram recobertas com uma camada de argila e pintadas (em amarelo e vermelho, ao menos), embora a desintegração precoce dos tetos as tornaram vulneráveis à chuva frequente da região e portanto não se conservara;
- De pedra cuidadosamente lavrada nas construções de elite. São blocos de granito, sem brilho e perfeitamente talhados em forma de prismas retangulares (paralelepípedos, como os tijolos) ou poligonais. Suas faces exteriores podem ser almofadadas, ou seja, com protuberâncias, ou perfeitamente lisas. Nesses casos, a união dos blocos parece perfeita e permite supor que não têm nenhum tipo de argamassa; porém de fato o tem: é uma fina capa de material aglutinante que se encontra entre pedra e pedra embora seja invisível por fora. O esforço dessas realizações em uma sociedade sem ferramentas de ferro (somente conheciam o bronze, muito menos rígido) é notável.

Cobertura

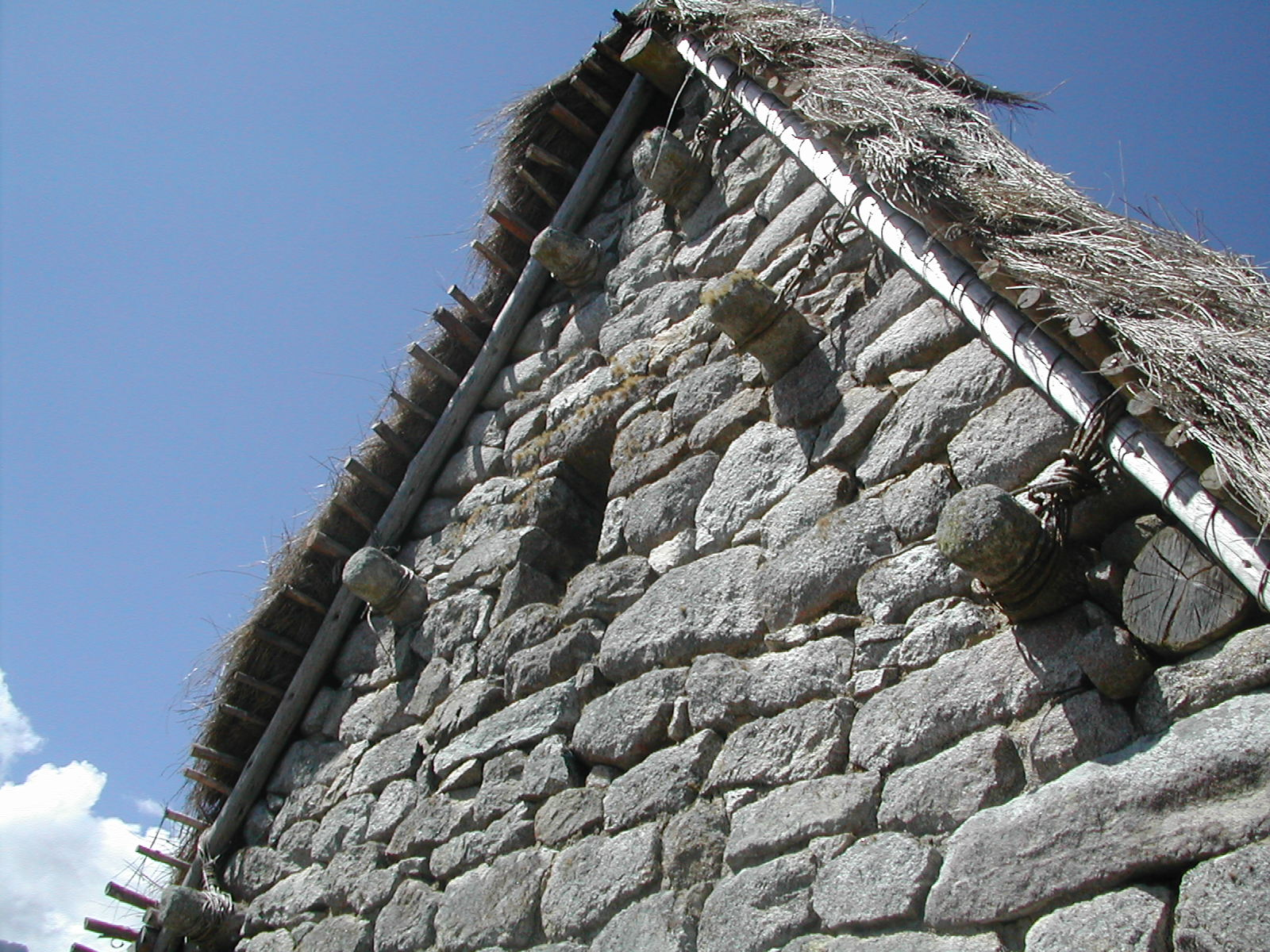
Cobertura reconstruída.

Não se conservou nenhum teto original, porém há consenso em afirmar que a maioria das construções o tinham, de duas ou quatro águas. Houve um teto cônico sobre o torreón e era formado por uma armação de troncos de Alnus acuminata amarrado e coberto por camadas de Stipa ichuun. A fragilidade desse tipo de palha e alta pluviosidade da região fez necessário que estes tetos tivessem inclinação de até 63º. Assim a altura dos tetos muitas vezes duplicava a altura do resto do edifício.
Portas, janelas e nichos

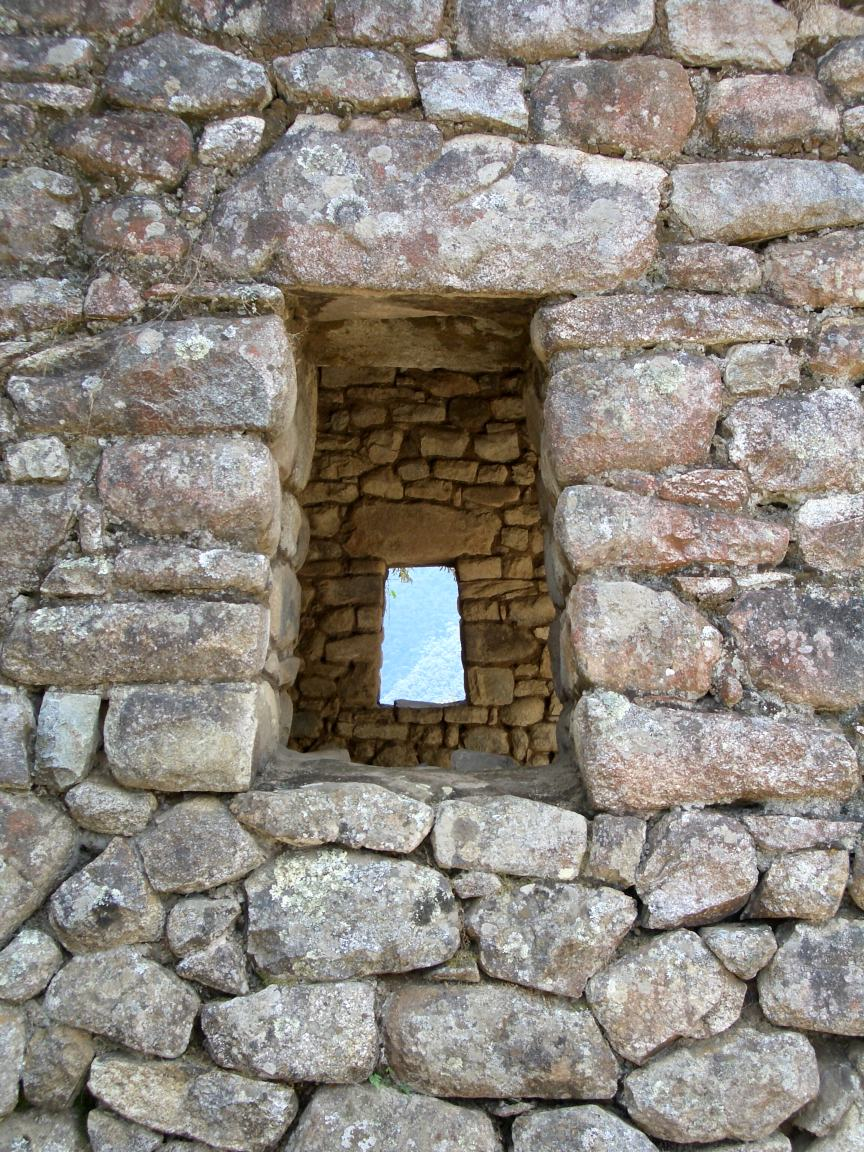
Janela de casa.

- Como é clássico na arquitetura inca, a maioria das portas, janelas e nichos (chamados falsas janelas) têm forma trapezoidal, mais larga na base que no topo. A trava superior podia ser de madeira ou de pedra (às vezes um só grande bloco). As portas dos recintos mais importantes eram duplas e em alguns casos incluíam um mecanismo de fechamento interior.
- As paredes interiores de boa parte das construções têm nichos em forma trapezoidal, junto às janelas. Blocos cilíndricos ou retangulares sobressaem com frequência dos muros como grandes varandas, dispostos em forma simétrica com os nichos, quando existentes.

## Galeria

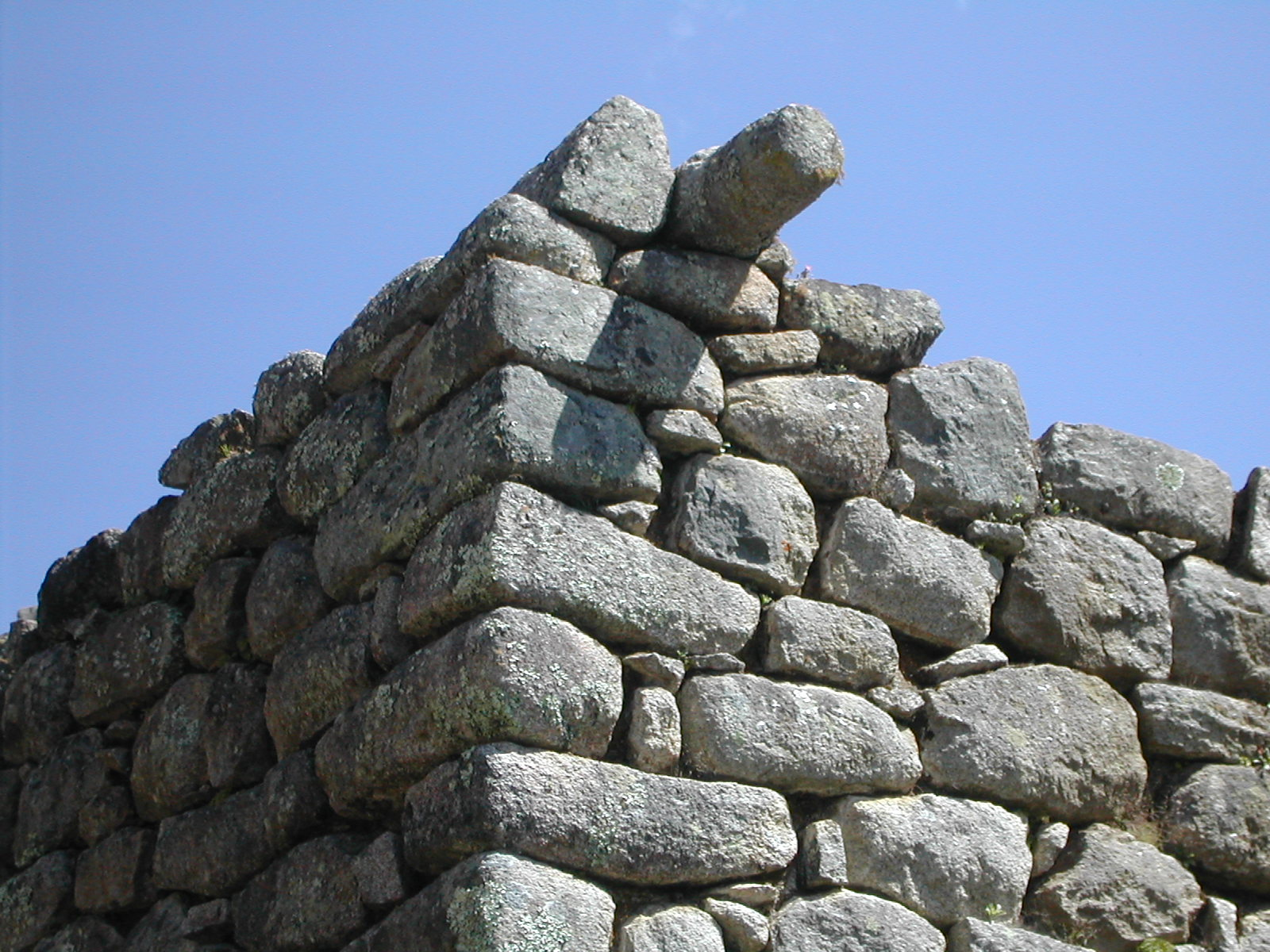
Detalhe de pedra usada na fixação do telhado
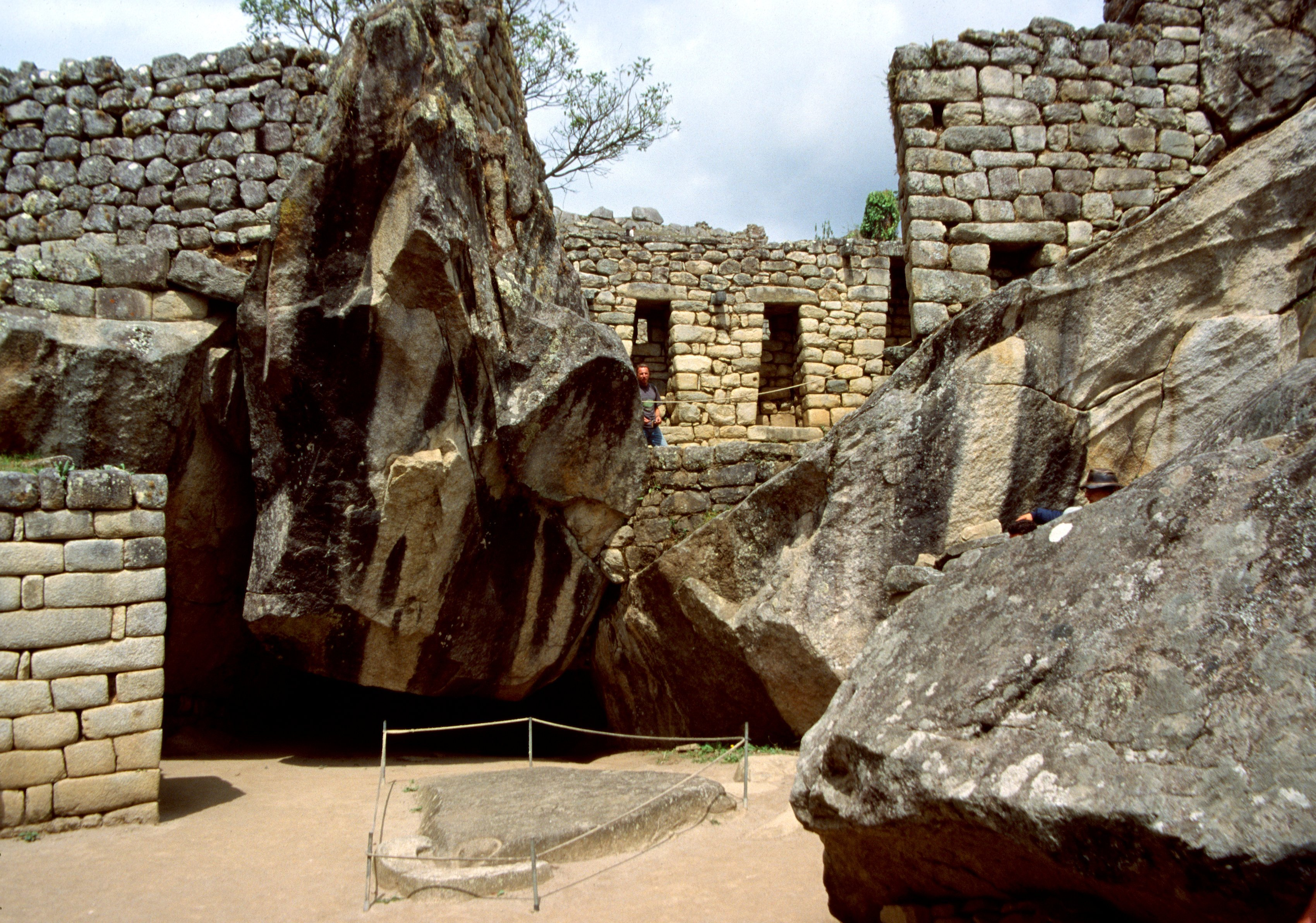
Templo do condor.
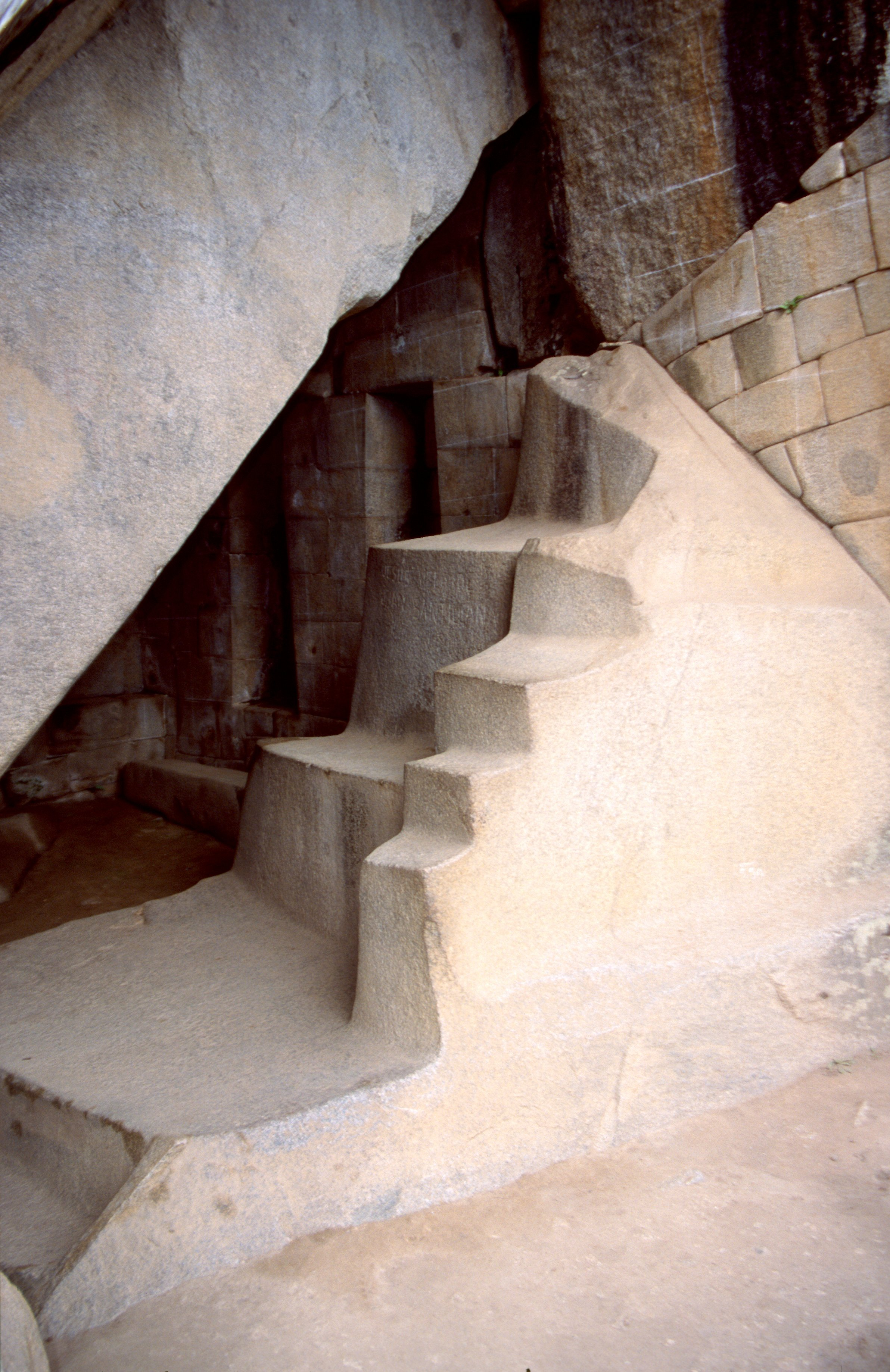
Tumba real, abaixo do templo do sol.
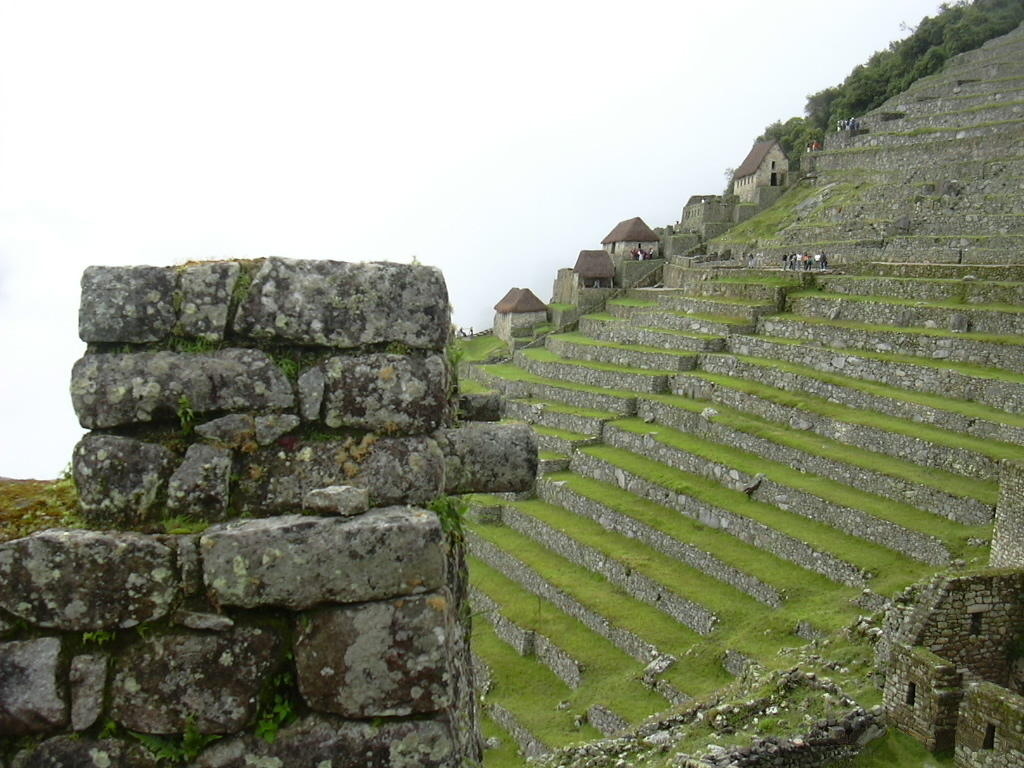
Terraços para cultivo e drenagem do solo
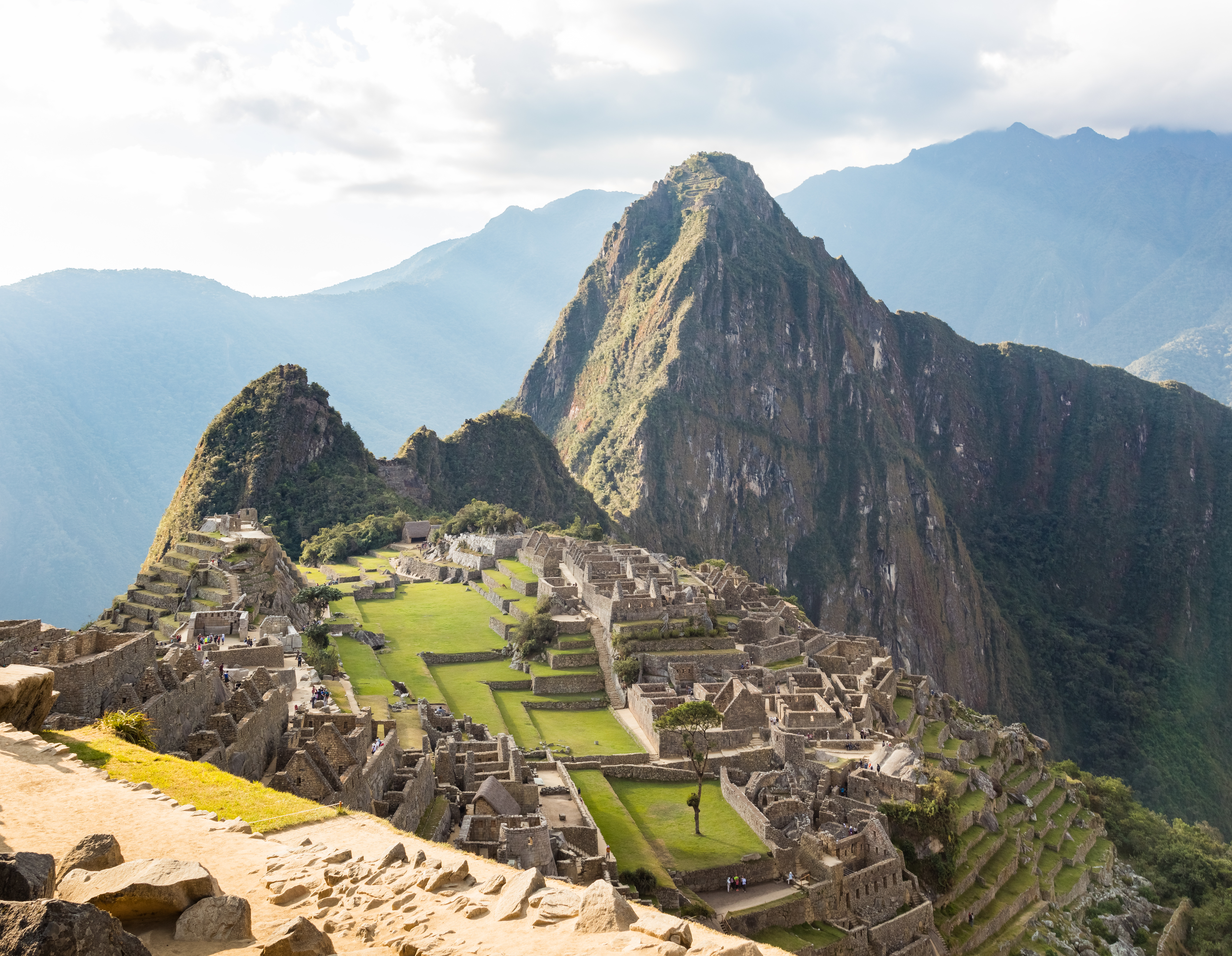
Visão global
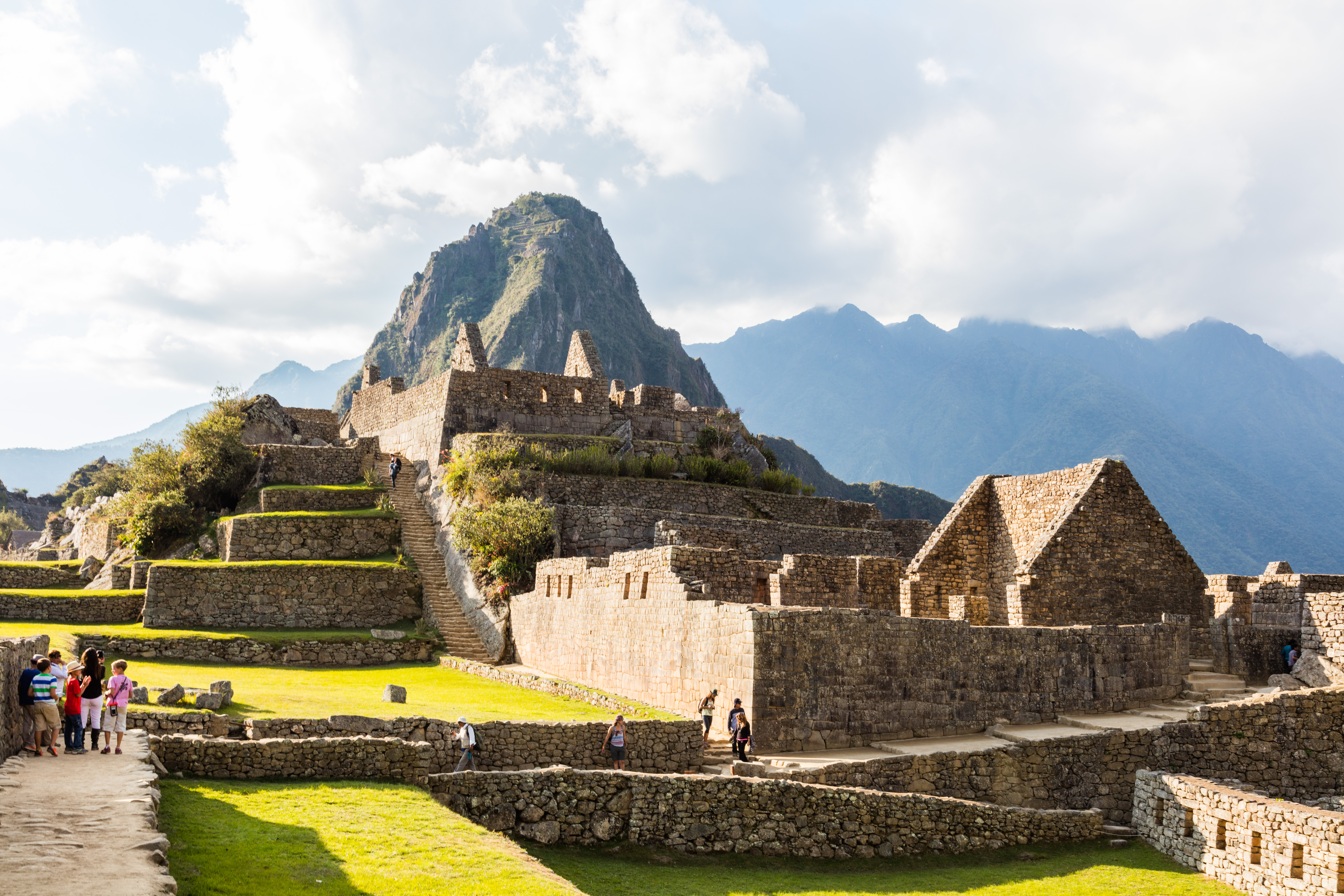
Zona residencial
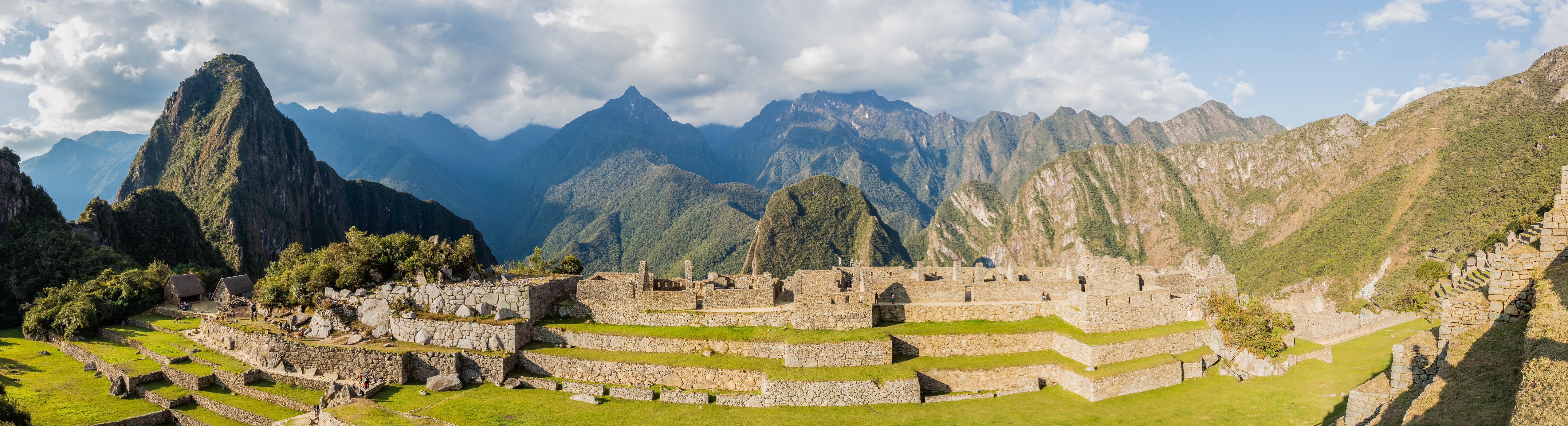
Panorama
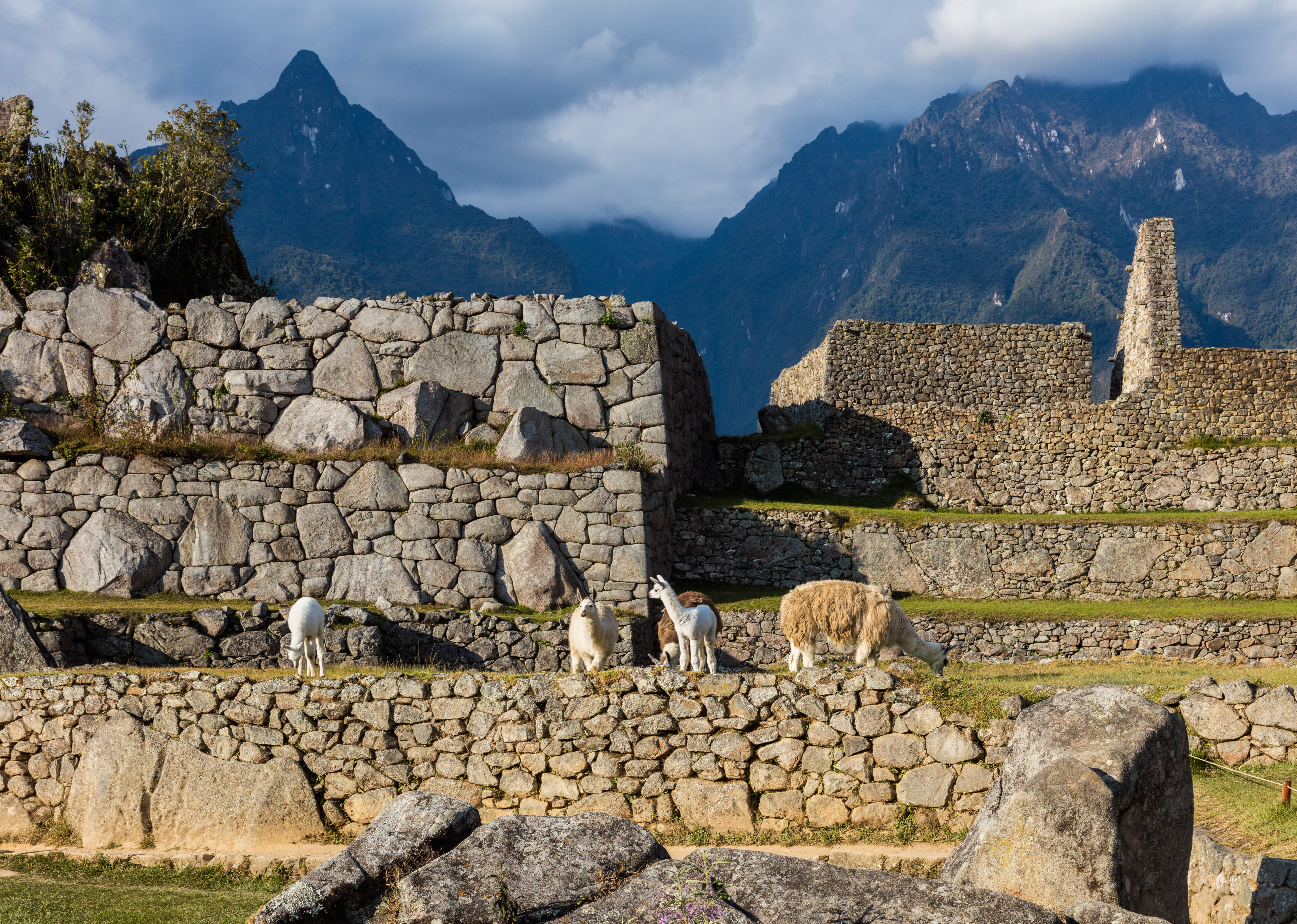
Lhamas en Machu Picchu